# NGC 2854
NGC 2854 é uma galáxia espiral barrada (SBb) localizada na direcção da constelação de Ursa Major. Possui uma declinação de +49° 12' 14" e uma ascensão recta de 9 horas, 24 minutos e 02,9 segundos.
A galáxia NGC 2854 foi descoberta em 9 de Março de 1788 por William Herschel.